# Хеккен (футбольный клуб)
«Хе́ккен» (швед. Bollklubben Häcken) — шведский футбольный клуб, базирующийся на острове Хисинген, город Гётеборг. Основан в 1940 году группой подростков. По итогам сезона 2022 года команда впервые в истории выиграла чемпионат Швеции. Также на счету «Хеккена» три победы в Кубке Швеции.
До 2009 года «осы» не могли закрепиться в элитном дивизионе. В 2009 году «Хеккен» финишировал пятым, в дальнейшем команда не покидала высшую лигу.
5 мая 2016 года «Хеккен» завоевал первый в своей истории трофей, переиграв в финале Кубка Швеции «Мальмё» в серии пенальти.
30 мая 2019 года «Хеккен» стал двукратным победителем Кубка Швеции, обыграв в финале «Эскильстуну» со счётом 3:0.
30 октября 2022 года «Хеккен» гарантировал себе первый чемпионский титул Аллсвенскан, одержав победу в матче 29-го тура над «Гётеборгом» со счётом 4:0.
18 мая 2023 года «Хеккен» оформил «золотой дубль», одержав победу в финале Кубка Швеции над «Мьельбю» — 4:1.

## История

### Основание
Всё началось в 1940 году. Подростки, которым было по 14-15 лет, решили создать футбольный клуб, чтобы принимать участие в национальных соревнованиях. Вокруг поля, на котором играли юные футболисты, прорастала огромная живая изгородь. Отсюда и название клуба — слово «häck» в переводе со шведского означает «живая изгородь». 2 августа официально создан футбольный клуб «Хеккен».
Одним из основателей «Хеккена» был Свен-Агне Ларссон, впоследствии отыгравший за клуб 15 лет. В первые годы своего существования клуб из Гётеборга играл в молодёжных турнирах, стремительно завоёвывая повышения в классе. В 1951 году «Хеккен» выиграл третью шведскую лигу. Перед выступлением во второй лиге клуб переехал на городской стадион «Рамбергсваллен».

### Первые успехи на высоком уровне
В 1953 году «Хеккен» имел шансы впервые в своей истории выйти в высший дивизион, но этого не случилось из-за поражения от «Кальмара» в матче последнего тура второй лиги. Ждать первого повышения в Аллсвенскан «Хеккену» пришлось ещё 30 лет.
В 1955 году в матче «Хеккена» против «Оддевольда» был установлен рекорд третьей шведской лиги по посещаемости. На встрече присутствовало 18 229 зрителей.
С 1958 по 1959 год команду возглавлял Свен-Агне Ларссон, один из основателей и бывший игрок «Хеккена».

### Кризис
60-е годы прошли для «Хеккена» не самым удачным образом. В клубе начался финансовый кризис. После вылета из четвёртого дивизиона начались серьёзные разговоры о слиянии с клубом «Варта». Но представители «Хеккена» методом голосования эту идею отвергли.

### Очередной подъём
В 1971 году «Хеккену» удалось выиграть пятую лигу. В 1975 году в честь 35-летия клуба был организован молодёжный турнир Gothia Cup, который проводится по сей день. В том же году «Хеккен» стал победителем четвёртой лиги, а ещё через два года добился триумфа и в третьей. В 1977 году тренером «ос» стал Агне Симонссон, вице-чемпион мира 1958 года в составе сборной Швеции, автор одного из голов в финальном поединке домашнего мундиаля против сборной Бразилии.
В 1981 году «Хеккен» вновь получил шанс на повышение в элитный дивизион страны, но в стыковых поединках уступил «Эльфсборгу». Домашний матч того противостояния прошёл на «Уллеви» и собрал публику из 19 205 зрителей. Этот показатель по-прежнему остаётся рекордом «Хеккена» по посещаемости в домашних матчах. В следующем сезоне задача выхода в Аллсвенскан наконец была решена. В стыковых встречах подопечные Агне Симонссона оказались сильнее «Норрчёпинга».Так «Хеккен» впервые в своей истории оформил выход в высший дивизион Швеции. Однако сам Симонссон, прошедший с «осами» путь от третьей лиги до Аллсвенскан, принял решение покинуть «Хеккен», возглавив «Эргрюте», в котором провёл лучшие годы своей игровой карьеры. На тот момент этот клуб решал высокие задачи в элитном дивизионе шведского футбола.

### Дебют в высшем дивизионе
Дебютный сезон «Хеккена» в Аллсвенскан не задался — «осы» заняли последнее место, набрав всего 12 очков в 22 матчах, и сходу вылетели обратно во вторую лигу.

### Выход в финал Кубка Швеции
В 1990 году «Хеккен» вышел в финал Кубка Швеции, но в решающем матче уступил «Юргордену» со счётом 0:3. Несмотря на сокрушительное поражение, сам факт выхода в финал стал колоссальным достижением для клуба, выступающего на тот момент во второй лиге.

### Возвращение в Аллсвенскан
В 1992 году под руководством Сонни Карлссона и Реине Альмквиста «Хеккен» вернулся в Аллсвенскан после десятилетнего отсутствия. В первом же сезоне после возвращения команда сумела выстрелить, заняв шестую позицию в элите шведского футбола. Впрочем, уже в следующем сезоне «чёрно-жёлтые» снова вылетели, заняв последнее место.

### Второе возвращение в Аллсвенскан
В 1997 году команда под руководством Кьелля Петтерссона обыграла «Вестерос» в стыковом противостоянии, оформив уже третье повышение в высший дивизион. Но закрепиться там снова не получилось. По итогам сезона 1998 «Хеккен» вылетел из высшей лиги, лишившись шансов на сохранение прописки ещё перед последним туром. В заключительном поединке сезона предстояло сыграть против «Хельсингборга», который был главным претендентом на чемпионский титул. Однако уже немотивированный турнирными задачами «Хеккен» обыграл лидеров таблицы, лишив их титула, который в итоге достался АИКу. Своё рвение в ничего не решавшем для себя матче футболисты «Хеккена» объяснили желанием повлиять на судьбу чемпионства.

### Третье возвращение в Аллсвенскан
В 1999 году «Хеккен» добился прямого повышения в классе. Также год примечателен тем, что в основном составе «ос» дебютировал воспитанник Ким Чельстрём. Уже в новом сезоне он стал лидером команды, борющейся за выживание в Аллсвенскан. Чельстрёма признали лучшим новичком года в шведском футболе. «Хеккен» сохранил прописку в высшем дивизионе, но для этого потребовалось обыграть «Мьельбю» в серии пенальти по итогам стыкового противостояния. Выполнив задачу, Кьелль Петтерссон покинул свой пост. В сезоне 2001 года «Хеккен» не сумел спастись от вылета, заняв предпоследнее место. Лучшим бомбардиром и одновременно лучшим ассистентом команды стал всё тот же молодой Ким Чельстрём, записавший на свой счёт восемь голов и семь результативных передач. Неудивительно, что в команде он не остался, перейдя в один из сильнейших клубов страны — «Юргорден», вместе с которым впоследствии завоевал два чемпионских титула в первых двух сезонах.

### Четвёртое возвращение в Аллсвенскан
В 2004 году под руководством Йоргена Леннартссона «Хеккен» стал победителем Суперэттан, проиграв всего три матча лиги за сезон. После этого успеха Ленартссон покинул тренерский пост. В сезоне 2005 клуб предпринял серьёзные усилия для того, чтобы наконец закрепиться в элите. Коллектив пополнили такие известные игроки, как Тедди Лучич и Стиг Тёфтинг. Сезон прошёл с переменным успехом, а его итогом стало восьмое место, что можно расценивать как положительный результат. В 2006 году «Хеккен» в очередной раз наткнулся на старые грабли, вылетев из высшей лиги на второй год пребывания в ней. Таким образом, уже пятая попытка «Хеккена» задержаться в Аллсвенскан более чем на два сезона потерпела неудачу.

### Дебют в Европе
В 2007 году тренерский пост вновь занял Сонни Карлссон. Тогда же клуб получил возможность дебютировать в еврокубках благодаря путёвке, полученной через Рейтинг Fair Play УЕФА. Пройдя исландский «КР Рейкьявик» и шотландский «Данфермлин Атлетик» в первых двух раундах квалификации Кубка УЕФА 2007/2008, «Хеккен» столкнулся с московским «Спартаком». Противостояние завершилось победой российского клуба с общим счётом 8:1.

### Пятое и окончательное возвращение в Аллсвенскан
По итогам сезона 2008 «Хеккен» занял второе место в Суперэттан, решив задачу возвращения в Аллсвенскан. Перед началом нового сезона тренерский пост занял Петер Герхардссон, а Сонни Карлссон перешёл на должность спортивного директора клуба. В 2009 году «Хеккен» финишировал на пятой строчке в Аллсвенскан. В том же году подопечным Герхардссона удалось дойти до полуфинала Кубка Швеции. В следующем сезоне «осы» заняли место в середине таблицы, впервые в своей истории продлив пребывание в высшей лиге более чем на два сезона.

### Лига Европы 2011-12
В 2011 году «Хеккен» во второй раз за последние годы удостоился путёвки во второй по значимости еврокубок через Рейтинг Fair Play УЕФА. Однако сам турнир претерпел серьёзные изменения по сравнению с первым подобным случаем. Теперь он именовался Лигой Европы. Как и в прошлый раз, «Хеккен» преодолел первые два квалификационных раунда, но вылетел в третьем. В данном случае обидчиком «ос» оказался португальский «Насьонал».

### Первые успехи в Аллсвенскан и серебро 2012 года
По итогам сезона 2011 лучшим бомбардиром Аллсвенскан стал Матиас Ранеги, большую часть сезона выступавший за «Хеккен», а затем перешедший в «Мальмё». Спустя год, в сезоне 2012, «Хеккену» удалось завоевать серебро чемпионата Швеции, а лучшим бомбардиром лиги стал Маджид Уорис, впоследствии перешедший в «Спартак» за рекордную для «Хеккена» сумму. В поединке против «Норрчёпинга» ганский форвард оформил пента-трик, а «Хеккен» одержал победу со счётом 6:0. Так была завоёвана путёвка в Лигу Европы на следующий сезон.

### Лига Европы 2013-14
Во втором раунде квалификационной стадии Лиги Европы 2013/2014 «Хеккену» удалось сломить сопротивление «Спарты» из Праги. Однако уже в следующем раунде непреодолимым препятствием стал швейцарский «Тун».

### Победа в Кубке Швеции
В мае 2016 года «Хеккен» впервые в своей истории завоевал национальный трофей, обыграв в финале Кубка Швеции «Мальмё». Решающий матч проходил на домашнем стадионе соперников — «Сведбанк». Основное время поединка завершилось ничьей 2:2, причём после первого тайма «Хеккен» уступал со счётом 0:2. В итоге победитель определился в серии пенальти, где более удачливыми оказались игроки в чёрно-жёлтых футболках. Вскоре после этого триумфа главный тренер Петер Герхардссон заявил о своём уходе из клуба по окончании сезона. Период с 2009 по 2016 год, когда Герхардссон возглавлял команду, стал самым успешным в истории «Хеккена». При специалисте клуб ни разу не опускался ниже десятой строчки по итогам сезона Аллсвенскан. В матче последнего тура чемпионата, который стал прощальным для Петера Герхардссона на тренерском посту «Хеккена», был разгромлен «Фалькенберг» со счётом 7:0. Эта победа стала крупнейшей для клуба за всё время выступления в элитном дивизионе. Покером в том поединке отметился нигерийский форвард Джон Овоери, который стал лучшим бомбардиром чемпионата с 17 голами. «Хеккен» завершил сезон на десятом месте.

### Назначение Микаэля Старе
В ноябре на официальной пресс-конференции было объявлено о назначении Микаэля Старе новым главным тренером «Хеккена». Специалист приступил к работе с начала 2017 года.

### Сезон 2017
«Хеккен» под руководством Микаэля Старе финишировал на четвёртой позиции в Аллсвенскан, показав лучший результат в лиге с 2012 года. Также впервые за пять лет «осам» удалось финишировать в чемпионате выше принципиальных соперников из «Гётеборга». Таким образом, «Хеккен» стал лучшей командой города в сезоне.
В ноябре Старе подал в отставку, приняв предложение от клуба «Сан-Хосе Эртквейкс» из МЛС.

### Назначение Андреаса Альма
8 декабря 2017 года на пресс-конференции был официально представлен новый главный тренер «Хеккена». Им стал Андреас Альм, в прошлом работавший с АИК. Специалист подписал с клубом трёхлетний контракт.

### Сезон 2018 и победа в Кубке Швеции 2018-19
По итогам сезона 2018 команда заняла 5-е место в чемпионате. 30 мая 2019 года «осы» завоевали путёвку в квалификацию Лиги Европы 2019-20, сумев обыграть в финале Кубка Швеции «АФК Эскильстуну» (3:0).

## Достижения
Аллсвенскан
- Чемпион (1): 2022
- Серебряный призёр (1): 2012
- Бронзовый призёр (2): 2020, 2023

Суперэттан
- Победитель (1): 2004
- Серебряный призёр (1): 2008

Кубок Швеции
- Обладатель (4): 2015/16, 2018/19, 2022/23, 2024/25
- Финалист (2): 1989/90, 2020/21

## Статистика выступлений с 2001 года
| Сезон | Ранг | Турнир      | Место | И  | В  | Н  | П  | ГЗ | ГП | Очки |
| ----- | ---- | ----------- | ----- | -- | -- | -- | -- | -- | -- | ---- |
| 2001  | 1    | Аллсвенскан | 13    | 26 | 5  | 9  | 12 | 35 | 50 | 24   |
| 2002  | 2    | Суперэттан  | 4     | 30 | 14 | 9  | 7  | 52 | 33 | 51   |
| 2003  | 2    | Суперэттан  | 3     | 30 | 18 | 3  | 9  | 56 | 40 | 57   |
| 2004  | 2    | Суперэттан  | 1     | 30 | 19 | 8  | 3  | 60 | 31 | 65   |
| 2005  | 1    | Аллсвенскан | 8     | 26 | 11 | 3  | 12 | 29 | 29 | 36   |
| 2006  | 1    | Аллсвенскан | 12    | 26 | 4  | 10 | 12 | 29 | 41 | 22   |
| 2007  | 2    | Суперэттан  | 4     | 30 | 17 | 2  | 11 | 51 | 30 | 53   |
| 2008  | 2    | Суперэттан  | 2     | 30 | 15 | 10 | 5  | 58 | 28 | 55   |
| 2009  | 1    | Аллсвенскан | 5     | 30 | 13 | 9  | 8  | 43 | 30 | 48   |
| 2010  | 1    | Аллсвенскан | 8     | 30 | 11 | 7  | 12 | 40 | 42 | 40   |
| 2011  | 1    | Аллсвенскан | 6     | 30 | 14 | 7  | 9  | 52 | 32 | 49   |
| 2012  | 1    | Аллсвенскан | 2     | 30 | 17 | 6  | 7  | 67 | 36 | 57   |
| 2013  | 1    | Аллсвенскан | 10    | 30 | 10 | 7  | 13 | 37 | 41 | 37   |
| 2014  | 1    | Аллсвенскан | 5     | 30 | 13 | 7  | 10 | 58 | 45 | 46   |
| 2015  | 1    | Аллсвенскан | 7     | 30 | 13 | 6  | 11 | 45 | 39 | 45   |
| 2016  | 1    | Аллсвенскан | 10    | 30 | 11 | 7  | 12 | 58 | 45 | 40   |
| 2017  | 1    | Аллсвенскан | 4     | 30 | 14 | 10 | 6  | 42 | 28 | 52   |
| 2018  | 1    | Аллсвенскан | 5     | 30 | 16 | 5  | 9  | 58 | 27 | 53   |
| 2019  | 1    | Аллсвенскан | 6     | 30 | 14 | 7  | 9  | 44 | 29 | 49   |
| 2020  | 1    | Аллсвенскан | 3     | 30 | 12 | 13 | 5  | 45 | 29 | 49   |
| 2021  | 1    | Аллсвенскан | 12    | 30 | 9  | 9  | 12 | 46 | 46 | 36   |
| 2022  | 1    | Аллсвенскан | 1     | 30 | 18 | 10 | 2  | 69 | 37 | 64   |

## Состав
| 1  | Швеция    | Вр  | Андреас Линде     | 1993 |  |  |  |  |  |
| 26 | Швеция    | Вр  | Петер Абрахамссон | 1988 |  |  |  |  |  |
| 32 | Швеция    | Вр  | Оскар Янссон      | 1990 |  |  |  |  |  |
| 99 | Албания   | Вр  | Этрит Бериша      | 1989 |  |  |  |  |  |
|    |           |     |                   |      |  |  |  |  |  |
| 3  | Швеция    | Защ | Юхан Хаммар       | 1994 |  |  |  |  |  |
| 4  | Норвегия  | Защ | Мариус Лоде       | 1993 |  |  |  |  |  |
| 5  | Норвегия  | Защ | Брис Вембангомо   | 1996 |  |  |  |  |  |
| 6  | Финляндия | Защ | Лео Вяйсянен      | 1997 |  |  |  |  |  |
| 7  | Дания     | Защ | Якоб Лаурсен      | 1994 |  |  |  |  |  |
| 13 | Швеция    | Защ | Сигге Янссон      | 2005 |  |  |  |  |  |
| 17 | Швеция    | Защ | Бен Энгдаль       | 2003 |  |  |  |  |  |
| 21 | Швеция    | Защ | Адам Лундквист    | 1994 |  |  |  |  |  |
| 22 | Сербия    | Защ | Никола Зечевич    | 2004 |  |  |  |  |  |
| 23 | Швеция    | Защ | Улле Самуэльссон  | 2004 |  |  |  |  |  |
| 28 | Швеция    | Защ | Филип Эман        | 2008 |  |  |  |  |  |

| 7  | Дания       | ПЗ  | Сандерс Нгабо   | 2004 |  |  |  |  |  |
| 8  | Дания       | ПЗ  | Силас Андерсен  | 2004 |  |  |  |  |  |
| 10 | Дания       | ПЗ  | Миккель Рюгор   | 1990 |  |  |  |  |  |
| 14 | Швеция      | ПЗ  | Симон Густафсон | 1995 |  |  |  |  |  |
| 15 | Швеция      | ПЗ  | Самуэль Хольм   | 1997 |  |  |  |  |  |
| 16 | Швеция      | ПЗ  | Понтус Дабо     | 2005 |  |  |  |  |  |
| 31 | Дания       | ПЗ  | Лассе Мадсен    | 2005 |  |  |  |  |  |
|    |             |     |                 |      |  |  |  |  |  |
| 9  | Сербия      | Нап | Срджан Хрстич   | 2003 |  |  |  |  |  |
| 11 | Швеция      | Нап | Юлиус Линдберг  | 1999 |  |  |  |  |  |
| 19 | Уганда      | Нап | Джон Дембе      | 2005 |  |  |  |  |  |
| 20 | Финляндия   | Нап | Адриан Сванбек  | 2004 |  |  |  |  |  |
| 24 | Тунис       | Нап | Амор Лаюни      | 1992 |  |  |  |  |  |
| 34 | Кот-д’Ивуар | Нап | Северен Ньюль   | 2005 |  |  |  |  |  |
| 39 | Швеция      | Нап | Исак Брусберг   | 2006 |  |  |  |  |  |
|    | Ирак        | Нап | Данило аль-Саед | 1999 |  |  |  |  |  |

### Игроки в аренде
| Поз. | Игрок            | Страна | Дата рождения    | Новый клуб | В аренде до |
| ---- | ---------------- | ------ | ---------------- | ---------- | ----------- |
| Защ  | Юханнес Энгвалль | Швеция | 18 августа 2005  | Норрбю     | 31.12.2025  |
| ПЗ   | Юэль Яльмар      | Швеция | 28 июня 2005     | Норрбю     | 31.12.2025  |
| Защ  | Чарли Акседе     | Швеция | 10 сентября 2005 | Турсланда  | 31.12.2025  |

## Выступления в еврокубках
| Сезон   | Турнир           | Раунд                         | Соперник       | Дома | В гостях | Общий счёт |  |
| ------- | ---------------- | ----------------------------- | -------------- | ---- | -------- | ---------- |  |
| 2007/08 | Кубок УЕФА       | Первый отборочный раунд       | КР Рейкьявик   | 1:1  | 1:0      | 2:1        |  |
| 2007/08 | Кубок УЕФА       | Второй отборочный раунд       | Данфермлайн    | 1:0  | 1:1      | 2:1        |  |
| 2007/08 | Кубок УЕФА       | Первый раунд                  | Спартак Москва | 1:3  | 0:5      | 1:8        |  |
| 2011/12 | Лига Европы УЕФА | Первый квалификационный раунд | Керьенг 97     | 5:1  | 1:1      | 6:2        |  |
| 2011/12 | Лига Европы УЕФА | Второй квалификационный раунд | Хонка          | 1:0  | 2:0      | 3:0        |  |
| 2011/12 | Лига Европы УЕФА | Третий квалификационный раунд | Насьональ      | 2:1  | 0:3      | 2:4        |  |
| 2013/14 | Лига Европы УЕФА | Второй квалификационный раунд | Спарта Прага   | 1:0  | 2:2      | 3:2        |  |
| 2013/14 | Лига Европы УЕФА | Третий квалификационный раунд | Тун            | 1:2  | 0:1      | 1:3        |  |
| 2016/17 | Лига Европы УЕФА | Второй квалификационный раунд | Корк Сити      | 1:1  | 0:1      | 1:2        |  |
| 2018/19 | Лига Европы УЕФА | Первый квалификационный раунд | Лиепая         | 1:2  | 3:0      | 4:2        |  |
| 2018/19 | Лига Европы УЕФА | Второй квалификационный раунд | РБ Лейпциг     | 1:1  | 0:4      | 1:5        |  |
| 2019/20 | Лига Европы УЕФА | Второй квалификационный раунд | АЗ             | 0:3  | 0:0      | 0:3        |  |

## Закреплённые номера
2 —  Юхан Линд, защитник (1995—2010, 541 матч)